# Varyl Begg
 (juin 2019).
Si vous disposez d'ouvrages ou d'articles de référence ou si vous connaissez des sites web de qualité traitant du thème abordé ici, merci de compléter l'article en donnant les références utiles à sa vérifiabilité et en les liant à la section « Notes et références ».
Varyl Begg, né le 1er octobre 1908 à Londres et mort le 13 juillet 1995 à Headbourne Worthy, est un homme politique et militaire britannique qui fut gouverneur de Gibraltar de mars 1969 à octobre 1973.